# Anopheles arboricola
Anopheles arboricola är en tvåvingeart som beskrevs av Thomas J. Zavortink 1970. Anopheles arboricola ingår i släktet Anopheles och familjen stickmyggor.
Artens utbredningsområde är Panama. Inga underarter finns listade i Catalogue of Life.